# Garde nationale aérienne de l'Alaska

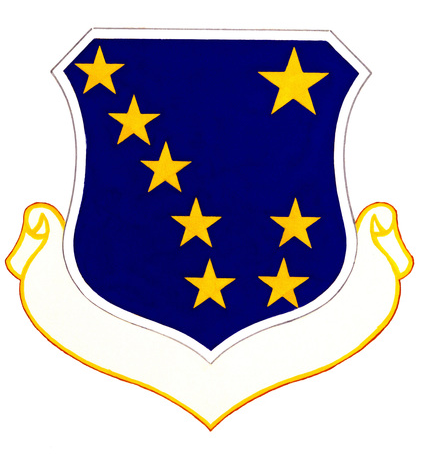

La garde nationale aérienne de l'Alaska est une force aérienne sous l'autorité de l'Ėtat de l'Alaska. Elle fait partie intégrante de l'Alaska Army National Guard, un élément de la Garde Nationale de l'Alaska.
L'État-major est situé à la Joint Base Elmendorf-Richardson (sud de l'Alaska) et son commandant est le brigadier général Scott A. Howard.
Elle fonctionne sous la doctrine « Total Force » et les unités de la garde nationale aérienne de l'Alaska (Alaska Air National Guard) sont versées à la composante aérienne de réserve (ARC) des forces aériennes des États-Unis (USAF). Les unités sont équipées et entraînées par l'Air Force et sont sous commandement opérationnel d'un Major Command de l'USAF si elles sont mobilisés au titre 10. Les unités sont principalement hiérarchisées dans le corps expéditionnaire (Air Expeditionary Forces) et sont régulièrement déployées avec l'armée d'active.
Ses principales missions sont la protection des vies humaines, préserver la paix, le maintien de l'ordre lorsqu'elles sont ordonnées par le gouverneur. Les missions étatiques sont l'aide en cas de catastrophes naturelles, la recherche et le sauvetage (Search and Rescue), la protection des services publics locaux et le soutien à la défense civile.
Les unités sont le 168e Wing (en), le 176e Wing (en) et le 213e escadron de défense antimissile (en).

## 168e Wing
Créée le 1er octobre 1986 et basée à Eielson Air Force Base, Fairbanks, cette unité est la seule unité de ravitaillement en zone arctique et comprend un nombre important de personnel d'active et de techniciens civils. L'unité transporte plus de kérosène que d'autres unités du fait de sa situation géographique et stratégique. Elle participe pleinement à la protection des forces stationnées dans le Pacifique, des commandements spatiaux du Nord, de la Force aérienne et de la région du Commandement de la défense aérospatiale de l'Amérique du Nord de l'Alaska (NORAD).

## 176e Wing
Créée le 15 septembre 1952; cette unité est basée à Joint Base Elmendorf-Richardson, Anchorage.
Les matériels sont acquis par trois commandements de l'USAF : Air Combat Command, Air Mobility Command, Air Force Special Operations Command.
Cette unité est la plus importante de la garde nationale aérienne de l'Alaska. Elle a été déployée sur les théâtres récents comme l'opération « Iraqi Freedom ».
Les autres missions sont réalisées par ses compagnies spécialisées dans la détection radar, les opérations de génie civil, la mécanique aéronautique, la prévôté, les spécialistes SIC… Elles consistent essentiellement à intervenir en sauvetage, protéger l'espace aérien, mener des actions de protection et soutenir le NORAD.

## 213e escadron de défense anti-missile
Créée en 1967 à la suite de la création du bouclier anti-missile (BMEWS), cette unité est séparée des autres en étant située à Clear Space Force Station, Anderson, Denali Borough.
L'unité s'occupe principalement de protéger l'espace aérien des USA en détectant tout signal de lancement de missiles intercontinentaux par sous-marin. Une unité d'active est en place pour s'occuper spécifiquement de la réalisation de la mission d'alerte, le 13e escadron de défense anti-missile (en).